# Аль-Хашан, Саиф
Саиф Ахмад Саиф Аль-Хашан (араб. ‎; 29 января 1990; Кувейт) — кувейтский футболист, полузащитник клуба «Аль-Кадисия» и сборной Кувейта.

## Карьера
Саиф начал свою карьеру в кувейтском клубе «Аль-Кадисия». Вместе с клубом, Саиф участвовал в квалификационном раунде Кубка Африки, сыграв 3 матча. В чемпионате Аль-Хашан сыграл 43 матча и забил 18 голов. В 2015 году игрок перешёл в саудовский «Аль-Шабаб», однако, закрепиться в команде, игроку не удалось. Отыграв в клубе за два сезона, всего семь матчей, покинул клуб и вернулся на родину в «Аль-Кадисию».